# Anna Belknap
Pour les articles homonymes, voir Belknap.
Anna Belknap est une actrice américaine née le 22 mai 1972 à Damariscotta dans l'État du Maine.

## Biographie et Carrière
Diplômée en arts dramatiques, Anna Belknap (son nom de famille se prononce « bell-nap ») commence sa carrière par des spectacles à Broadway. Sur le petit écran dès 1996 dans la série Homicide, elle apparaît dans New York, police judiciaire en 1999 avant de décrocher un rôle récurrent dans la courte Deadline un an plus tard. Recrutée comme agent fédéral dans FBI : Opérations secrètes en 2003, elle s'occupe des relations presse de l'équipe de NIH : Alertes médicales dès l'année suivante. En 2005, après avoir rendu visite à Lisa Kudrow dans Mon Comeback (The Comeback), elle rejoint Gary Sinise dans Les Experts : Manhattan.

### Vie privée
Elle est mariée à l'acteur Eric Siegel depuis août 2004. Ils ont deux enfants : une fille, Olive, née le 14 janvier 2007 et un fils George, né le 6 février 2009 (cette deuxième grossesse a été intégrée dans la série Les Experts : Manhattan).

## Filmographie
- 1996 : Homicide (Saison 4, Épisode 22) : Julia Pfeiffer
- 1999 : New York, police judiciaire (saison 9, épisode 10) : Jessica Buhl
- 2000 - 2001 : Enquêtes à la une (Deadline) (Épisodes) : Chase
- 2001 : New York, unité spéciale (saison 2, épisode 18) : Sarah Kimmel
- 2003 : FBI : Opérations secrètes (Saison 1) : Lily
- 2004 : NIH : Alertes médicales (Saison 1) : Eva Rossi
- 2004 : The Jury (Saison 1 - Épisode 10) : Karen Linney
- 2005 : FBI : Portés disparus (Saison 3 - Épisode 23 et Saison 4  - Épisode 1) : Paige Hobson
- 2005 : Mon Comeback (The Comeback) (Saison 1 - Épisode 13) : Sara Peterman
- 2005 - 2013 : Les Experts : Manhattan (à partir de la Saison 2) : Lindsay Monroe
- 2014 : Hawaii 5-0 (Hawaii Five-0) (Saison 5 - Épisode 13) : Amy Lange
- 2015 : Murder (How to Get Away with Murder) (Saison 2 - Épisode 7) : L'infirmière du département d'oncologie
- 2018 : Good Doctor (The Good Doctor) (Saison 1 - Épisode 16) : Cora
- 2019 : NCIS: Los Angeles (NCIS: Los Angeles) (Saison 11 - Épisode 9) : Robin Ip
- 2020 : Chicago Med (Saison 5 - Épisode 17) : Dr. Linda Strauss
- 2022 : New York, unité spéciale (saison 24, épisode 9) : Ginny McCann